# 男伊達
| ウィキペディアには「男伊達」という見出しの百科事典記事はありません（タイトルに「男伊達」を含むページの一覧/「男伊達」で始まるページの一覧）。 代わりにウィクショナリーのページ「男伊達」が役に立つかもしれません。 |